# Contea di Yanchuan
La contea di Yanchuan (延川县S, Yánchuān XiànP) è una contea della Cina, situata nella provincia dello Shaanxi e amministrata dalla prefettura di Yan'an.